# Janmashtami
Janmashtami (Sanskriet: जन्माष्टमी) is de geboortedag van Shri Krishna. Krishna zou geboren zijn in de hindoe maand Shravan (augustus/september) op de achtste dag na de volle maan om middernacht.
Op deze feestdag vasten de toegewijden van Krishna tot middernacht. Rond middernacht wordt een pop die de baby Krishna voorstelt heen en weer gewiegd in een met bloemen bedekte wieg en vervolgens breekt men het vasten met een feestmaal. Alle kinderen mogen tot middernacht opblijven. In veel huizen wordt een zilveren wiegje vereerd als symbool van de geboorte van Krishna en de belofte de wereld te bevrijden van het kwaad.
Vooral in Maharastra drommen de mensen de ochtend na Janmashtami samen in de straten en bouwen menselijke piramides om vervolgens hoogvastgebonden aarden potjes met yoghurt stuk te slaan.